# Буканан (Њујорк)
Буканан (енгл. Buchanan) град је у америчкој савезној држави Њујорк.

## Демографија
По попису из 2010. године број становника је 2.230, што је 41 (1,9%) становника више него 2000. године.
| Група             | 2000.         | 2010.         |
| Белци             | 2.052 (93,7%) | 1.751 (78,5%) |
| Афроамериканци    | 15 (0,7%)     | 69 (3,1%)     |
| Азијати           | 26 (1,2%)     | 33 (1,5%)     |
| Хиспаноамериканци | 76 (3,5%)     | 357 (16,0%)   |
| Укупно            | 2.189         | 2.230         |